# Перелюбское муниципальное образование
Перелюбское сельское поселение — муниципальное образование в составе Перелюбского района Саратовской области. Административный центр — село Перелюб. На территории поселения находятся 7 населённых пунктов — 1 село, 1 деревня, 5 хуторов.

## Население
| 2010  | 2011  | 2012  | 2013  | 2014  | 2015  | 2016  |
| ----- | ----- | ----- | ----- | ----- | ----- | ----- |
| 5427  | ↘5420 | ↘5376 | ↘5333 | ↘5316 | ↘5248 | ↘5198 |
| 2017  | 2018  | 2019  | 2020  | 2021  |       |       |
| ↘5092 | ↘5038 | ↘4984 | ↘4934 | ↗4983 |       |       |

## Состав сельского поселения
| № | Населённый пункт | Тип населённого пункта       | Население |
| - | ---------------- | ---------------------------- | --------- |
| 1 | Байгундино       | деревня                      | 46        |
| 2 | Бригадировка     | хутор                        | ↘318      |
| 3 | Кондукторовский  | хутор                        | ↘134      |
| 4 | Перелюб          | село, административный центр | ↘4575     |
| 5 | Саблерский       | хутор                        | ↘141      |
| 6 | Фадин            | хутор                        | 14        |
| 7 | Чапаевский       | хутор                        | ↘0        |

Главой поселения является Иконников Андрей Васильевич.